# Papiamento de Curazao
El papiamento o papiamentu de Curazao es un dialecto del idioma papiamento que se habla en la isla de Curazao. Se trata de una lengua criolla cuyo léxico procede del español y el portugués principalmente (sin que se pueda realmente diferenciar de cual de ellos) y mezclada con palabras de origen neerlandés, inglés, francés, la lengua indígena arahuaca y diversas lenguas africanas.
Para algunos lingüistas, el idioma está basado en un criollo africano-portugués que los esclavos llevaron de África y ha ido evolucionando con el tiempo debido a las colonizaciones y la posición geográfica de las islas. La palabra papiamento (parlamento) proviene de papia, una evolución del español y portugués antiguos: papear, ‘hablar’.